# Robert von Schalburg
Ernst Heinrich Ludwig Robert Schalburg, ab 1895 von Schalburg (* 11. März 1831 in Rostock; † 31. August 1896 in Schwerin) war ein mecklenburgischer Rittergutsbesitzer und Landwirtschaftsfunktionär.

## Leben
Robert von Schalburg war der Sohn des Geheimen Kommerzienrates Albrecht Schalburg und dessen Frau Lisette, geb. Pries. Nach dem Abitur am Gymnasium in Rostock studierte er an der Landwirtschaftlichen Hochschule Poppelsdorf Landwirtschaft. 1853 wurde er Mitglied des Corps Borussia Bonn. Nach dem Studium wurde er Besitzer des Rittergutes Herzberg. Er war Vorsitzender der Landwirtschaftlichen Berufsgenossenschaft für Mecklenburg, des Vereins kleiner Landwirte in Mecklenburg und des patriotischen Vereins in Parchim sowie Zivilvorsitzender der Ersatzkommission des Aushebungsbezirks Parchim.
1895 wurde er in den Adelsstand erhoben. Er war Inhaber des Kronen-Ordens und Komtur des Hausordens der Wendischen Krone sowie Ehrenbürger der Stadt Parchim.
Schalburg war verheiratet mit Ida Heukendorff.